# اودا ماکوروپ
اودا ماکوروپ (به لاتین: Uda Makuruppe) یک منطقهٔ مسکونی در سری‌لانکا است که در استان مرکزی (سری‌لانکا) واقع شده‌است.